# Lee Harris
Lee David Harris (20 juli 1962) is een Britse muzikant en bekend als drummer van de band Talk Talk.
Harris ging in 1981 samen met middelbareschoolvriend Paul Webb naar de band Talk Talk.
Later speelden ze samen in de band .O.rang.